# لوبیاتوو (شهرستان وسخووا)
لوبیاتوو (به لاتین: Lubiatów) یک روستا در لهستان است که در گمینا سواوا واقع شده‌است.